# Castelul Wass-Banffy de la Gilău
Castelul Bánffy de la Gilău, județul Cluj este înscris pe lista monumentelor istorice din județul Cluj elaborată de Ministerul Culturii și Patrimoniului Național din România în anul 2010.
Castelul este înconjurat de un parc natural de circa 11 hectare.
Cetatea a fost construită după 1439, din ordinul episcopului Gheorghe Lepes. În jurul anului 1500, cetatea inițială a fost transformată de episcopul Ladislau Geréb în castel în stil renascentist. În 1599 și 1601 s-a aflat în posesia lui Mihai Viteazul.
Distrus într-un incendiu, castelul a fost reconstruit și restaurat în mai multe rânduri. În perioada 1960-2003 funcționează ca Școala Ajutătoare Gilău . În ultimele decenii a fost folosit de liceul din Gilău.